# Alexandra Schekowa
Alexandra Schekowa (bulgarisch Александра Жекова; englisch Aleksandra Zhekova; * 5. Oktober 1987 in Sofia) ist eine ehemalige bulgarische Snowboarderin.

## Werdegang
Ihr internationales Debüt gab Schekowa im Alter von 13 Jahren bei Jugendwettbewerben der FIS 2001 in Italien. Schnell erreichte sie im März dabei die Podestränge. Bei den Snowboard-Juniorenweltmeisterschaften 2003 in Prato Nevoso erreichte sie mit Rang 10 im Snowboardcross ein gutes Ergebnis. Zudem landete sie im Parallelriesenslalom auf Rang 24. Im März startete Schekowa erstmals im Snowboard-Europacup. Am 7. Februar 2004 gab sie schließlich in Berchtesgaden im Alter von 16 Jahren ihr Debüt im Snowboard-Weltcup. Dabei gelang ihr bereits in ihrem ersten A-Wettbewerb mit Rang 18 der erste Weltcup-Punkte-Gewinn.
Bei den Snowboard-Juniorenweltmeisterschaften 2004 erreichte Schekowa im Parallelriesenslalom in Klínovec den 22. Platz, bevor sie beim Snowboardcross in Klingenthal auf Platz 37 fuhr. Nach zwei erfolgreichen Starts im Europacup gewann Schekowa bei den Bulgarischen Meisterschaften 2004 in Pamporowo im Parallelriesenslalom ihren ersten nationalen Titel. Im Parallelslalom landete sie auf Rang fünf.
Nachdem Schekowa im Dezember 2004 zweimal im Weltcup die Punkteränge erreicht hatte, erhielt sie einen Startplatz bei den Snowboard-Weltmeisterschaften 2005 in Whistler. Nach Rang 29 im Snowboardcross wurde sie im Parallelriesenslalom disqualifiziert. Die Weltmeisterschaft schloss sie als 43. im Parallelslalom ab. Bei den folgenden Bulgarischen Meisterschaften 2005 in Pamporowo verpasste sie die Verteidigung ihres Titels aus dem Vorjahr knapp. Ihr einziger Erfolg war die Silbermedaille im Parallelslalom. Wenig später konnte sie beim zweiten Teil der Meisterschaften in Berchtesgaden und Bansko noch Bronze und Gold im Snowboardcross gewinnen.
Bei den Snowboard-Juniorenweltmeisterschaften 2005 in Zermatt verpasste Schekowa als Vierte im Snowboardcross und im Parallelriesenslalom eine Medaille nur knapp. Ab September 2005 gehörte sie schließlich fest zum Weltcup-Kader. Dabei konnte Schekowa ihre Leistungen im Snowboardcross immer weiter steigern und konzentrierte sich schließlich vermehrt auf diese Disziplin. In Bad Gastein erreichte sie im Januar 2006 als Sechste erstmals eine Top-10-Platzierung. Wenig später stand sie als Dritte am Kronplatz erstmals auf einem Weltcup-Podest.
Bei den Snowboard-Juniorenweltmeisterschaften 2006 im südkoreanischen Vivaldi Park erreichte Schekowa zwei siebente Plätze. Nur eine Woche später reiste sie zu den Olympischen Winterspielen 2006 nach Turin. Dort scheiterte Schekow im Parallelriesenslalom und auch im Snowboardcross bereits in den Qualifikationsdurchgängen und beendete die Wettbewerbe auf den Plätzen 25 und 22. Wenig später bei den Bulgarischen Meisterschaften in ihrer Heimatstadt Sofia gewann sie Silber im Big Air. In Borowez gewann sie wenig später zudem Bronze im Parallelriesenslalom. Nach einem Sieg im Europacup im April in Bansko startete Schekowa ab Oktober 2006 wieder im Weltcup.
Nach zwei Punkteplatzierungen in Bad Gastein erreichte sie die Qualifikation für die Snowboard-Weltmeisterschaften 2007 in Arosa. Die Weltmeisterschaft verlief durchwachsen für Schekowa. Beste Platzierung war Rang 13 im Parallelriesenslalom. Bei den Bulgarischen Meisterschaften 2007 in Bansko und Sofia gewann Schekowa die Titel im Parallelriesenslalom, im Parallelslalom und im Snowboardcross sowie Bronze im Big Air. Beim Weltcup in Furano erreichte Schekowa als Zweite im Parallelriesenslalom ihre bis dahin beste Weltcup-Platzierung. Auch beim Snowboardcross in Lake Placid stand sie als Dritte auf dem Podium.
Bei den Snowboard-Juniorenweltmeisterschaften 2007 in Bad Gastein gewann Schekowa im Snowboardcross und im Parallelriesenslalom die Silbermedaille. Nach einem durchwachsenen Jahr im Weltcup mit wechselnden Ergebnissen gewann Schekowa bei den Bulgarischen Meisterschaften 2008 in Bansko erneut Gold und Silber. Zum Ende der Saison 2007/08 stand sie in Valmalenco nach Rang zwei im Snowboardcross wieder auf dem Podium. Im Parallelriesenslalom verpasste sie als Vierte ein weiteres Podest knapp. Zwei weitere nationale Titel gewann Schekowa bei den Bulgarischen Meisterschaften 2009 im Bansko. Zudem gewann sie im argentinischen Chapelco den South American Cup.
Bei den Olympischen Winterspielen 2010 in Vancouver, bei denen Schekowa bei der Eröffnungsfeier die bulgarische Fahnenträgerin war, stürzte sie beim Wettbewerb im Snowboardcross und konnte danach auch am Parallelriesenslalom nicht teilnehmen. Auch beim ersten Weltcup nach den Spielen in Valmalenco musste sie noch verletzungsbedingt aussetzen. Eine weitere Woche später gewann sie bei den Bulgarischen Meisterschaften in Sofia erneut Gold im Snowboardcross.
Zu Beginn der Saison 2010/11 fand Schekowa zu alter Stärke zurück und überzeugte mit zwei Podesträngen in Lech am Arlberg und Telluride. Bei der Snowboard-Weltmeisterschaft 2011 startete sie nur noch im Snowboardcross und erreichte Rang 14. Zum Saisonende gewann sie in Arosa ihre ersten beiden Weltcups. In die Saison 2011/12 startete Schekowa nach Rang sechs in Telluride mit einem zweiten und dritten Rang in Veysonnaz. Bei den Bulgarischen Meisterschaften 2012 in Borowez sicherte sich Schekowa erneut den Titel im Snowboardcross. Auch ein Jahr später sicherte sie sich diesen Titel.
Bei den X-Games 2012 in Aspen sicherte sich Schekowa die Silbermedaille.
In der Saison 2013/14 konnte Schekowa sich nach guten Ergebnissen in Montafon, Lake Louise sowie im Vallnord in Andorra die Qualifikation für die Olympischen Winterspiele 2014 in Sotschi. Im Snowboardcross-Wettbewerb erreichte sie Rang fünf und verpasste damit die Medaillenränge nur knapp. Sie lag dabei im Finale lange Zeit auf Platz drei, fiel aber nach einer Kollision mit der Italienerin Michela Moioli zurück. In der Saison 2014/15 belegte sie mit dem Plätzen sieben und fünf den 11. Platz im Snowboardcross-Weltcup. Beim Saisonhöhepunkt den Snowboard-Weltmeisterschaften 2015 am Kreischberg wurde sie Vierte. In der folgenden Saison kam sie bei sieben Teilnahmen im Weltcup, sechsmal unter die ersten Zehn. Dabei holte sie im März 2016 in Veysonnaz ihren dritten Weltcupsieg und errang zum Saisonende den siebten Platz im Snowboardcross-Weltcup.
In der Saison 2017/18 kam Schekowa mit sieben Top-Zehn-Platzierungen auf den siebten Platz im Snowboardcross-Weltcup. Beim Saisonhöhepunkt, den Olympischen Winterspielen 2018 in Pyeongchang, errang sie den sechsten Platz im Snowboardcross. Ende Februar 2018 wurde sie in Bansko bulgarische Meisterin im Snowboardcross.
Schekowa trainiert bei ihrem Vater Wiktor Schekow, der auch die Wettkämpferin Irina Konstantinowa für die Segelwettkämpfe bei den Olympischen Sommerspielen 2004 in Athen trainierte.